# Острогозький гусарський полк

Острогозький гусарський полк — кавалерійський полк Російської імператорської армії. Старшинство — 27 червня 1651 року.
За часів свого існування був гусарським (1765—1783), кіннотним (1783—1784), легко кіннотним (1783—1796) .

## Передумови появи полку
1765 рік, став для Слобідської України роком суттєвих змін. Автономію п'яти Слобідських козацьких полків, було скасовано маніфестом російської імператриці Катерини II від 28 липня 1765 року «Про заснування в слобідських полках пристойного цивільного пристрою і про перебування канцелярії губернської і провінційної», згідно з яким було засновано  Слобідсько-Українську губернію з п'ятьма провінціями на місці скасованих полків і адміністративним губернським центром у Харкові.
Згідно того ж маніфесту приймається рішення про формування з особового складу скасованих козацьких полків нових гусарських полків російської імперської армії.
Представники козацької старшини які вирішили продовжувати службу вже в гусарських полках отримували військові імперські чини, рядові ж козаки були вимушені продовжувати службу вже як гусари в незалежності від свого бажання.
За старшинство новоутворені гусарські полки отримали 1651 рік, цим як би встановлювалося їх спадкоємство до попередніх слобідських козацьких полків.
Одним з цих полків став Острогозький гусарський полк, утворений на основі козаків Острогозького слобідського козацького полку. В зв'язку з тим, що кількості колишніх острогозьких козаків було недостатньо, до новоутвореного гусарського полку було включено по два скорочених ескадрони зі складу Сербського, Угорського та Грузинського гусарських полків, а кадри з розформованого Молдовського гусарського полку.

## Історія формування
03.03.1765 — Острогозький гусарський полк сформований у місті Острогозьк на основі Острогозького слобідського козацького полку. Полк складався з шести ескадронів.
28.06.1783 року полк перейменовано на Острогозький полк української кінноти.
26.02.1784 року полк перейменовано на Острогозький легкокінний полк.
29.11.1796 року Острогозький легкокінний полк було розформовано за часів реформ імператора Павла І.
Особовий склад Острогозького та Павлоградського легкокінних полків пішов на формування нового гусарського генерал-лейтенанта Боура полк, 10-ти ескадронного складу. В подальшому цей полк став Павлоградським гусарським полком.

## Бойовий шлях полку
- Російсько-турецька війна (1768—1774). Разом з Охтирським та Харківським гусарськими полками увійшов до 1-ї армії генерал-аншефа О. М. Голіцина, яка формувалася у Києві.

## Командири
- 1768—1774 — Полковник Сатин

## Однострій

### Перші затверджені мундири 1765 року
Ще за часів існування слобідських козацьких полків були введені полкові однострої які відрізнялися один від одного за кольором. Кунтуші для всіх полків були однакові, сині, але жупани та шаровари були полкових кольорів. Кольором острогозьких козаків був червоно-помаранчевий.
При формуванні у 1765 році гусарських полків їм було надано кольори скасованих козацьких полків.

## Галерея

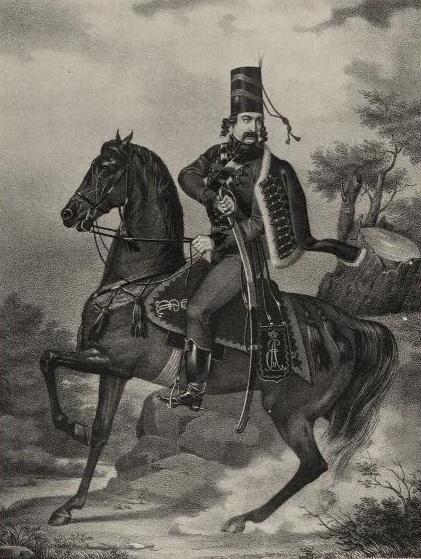
Рядовий Острогозького гусарського полку (1765 – 1776).
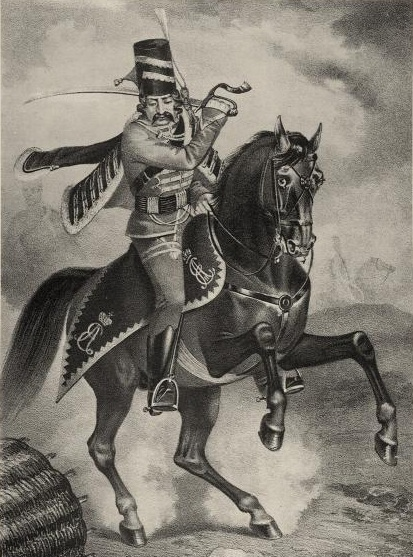
Унтер-офіцер Острогозького гусарського полку (1776 – 1783).
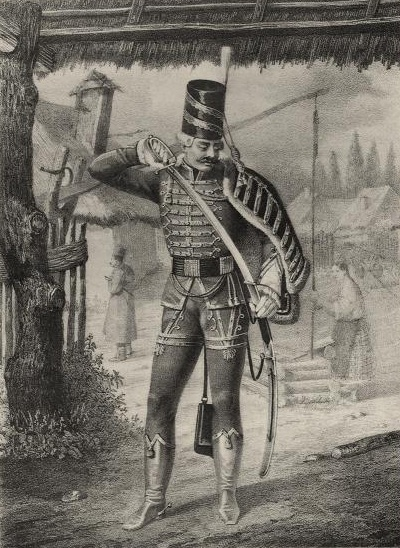
Обер-офіцер Острогозького гусарського полку (1776 – 1783).